# Кастель (крепость)
Кастель (также Кучку-Кастель, Демир-капу) — развалины укрепленного поселения X—XIII века, расположенные на вершине одноимённой горы на Южном берегу Крыма, неприступной с юга и запада, а с севера и востока поселение было защищено двумя линиямии оборонительных стен. Решением Крымского облисполкома от 15 января 1980 года «Городище на горе Кастель» VIII—XV века объявлено историческим памятником регионального значения.

## Описание
Крепостные стены Кастеля (сложенные из бута насухо, от них остались развалы камней) ограждали территорию размером 400 на 300 м (около 10 гектаров), занятую жилыми, хозяйственными и культовыми постройками. Юго-западную оконечность горы занимала небольшая цитадель, с трёхметровыми стенами, также из ломанного камня без раствора. В укреплении, по преданиям, было три храма: св. Иоанна, св. Константиниа и Никольский, но уже Пётр Кеппен не смог их отыскать; эту же версию пересказывал и Евгений Марков, вне стен, на западном склоне, имеются развалины монастыря XIV—XV святого Прокула. Крепость снабжалась водой по керамическому водопроводу из источника Вриси. Пётр Кеппен в труде «О древностях южнаго берега Крыма и гор Таврических», на основе анализа средневековых источников, приводил возможные варианты названия поселения: Pangropulle (перипл графа И. О. Потоцкого), Pangropoli (портоланы XIV—XV века), Nagropoli (Атлас 1514 года) и Pagropol (карта из Вольфенбиттельской библиотеки), но современные исследователи относят этот топоним к Партениту, что не умаляет заслуг учёного, оставившего одно из самых полных описаний развалин и справедливо отнёсшего их к средневековью
На вершине этой горы видны следы многочисленных жилищ, находившиеся некогда внутри укрепления, коего стены примыкали к неприступным стремнинам. Среди этих развалин во множестве лежат обломки разных глиняных сосудов и встречается известка, которой однако же я не находил у крепостных стен. Продавец Кастель-горы, на плане составленном в 1832 году, показал на вершине горы три церкви, именно Аян (Св. Иоанна), Св. Константина и Св. Николы; но я тщетно искал следов их… с западной же стороны на бугре видны развалины церкви, называемой татарами Ай-Брокуль монастырь, то есть Св. Прокула или же Прокла. Мимо этого монастыря, поверх другого бугра, некогда проведена была вода к Кастель-горе от фонтана, именуемого Вриси.
Первые археологические исследования укрепления провёл в 1947 году Е. В. Веймарн в составе «Тавро-скифской экспедиции»: была раскопана одна церквей, было найдено много керамики VIII—IX века, а также более позднего времени. Учёный допускал существование поселения в XII—XIII веке, но после осмотра стен, в свете господствоваших тогда воззрений, относил крепость к таврским временам. Только в 1974 году О. И. Домбровским в работе «Средневековые поселения и „Исары“ Крымского Южнобережья» были доказаны средневековые датировки жизни укрепления.

## История изучения
Первое сообщение о руинах крепости оставил Дюбуа де Монпере, считавший все древние постройки в Крымских горах делом рук тавров
Верное своей системе, древнейшее население Тавриды воздвигло здесь одно из укреплений, которое татарская традиция окрестила именем Демир-капу, т. е. "железные ворота".
 Несмотря на аргументированные доводы Кеппена о средневековой датировке укрепления, таврская версия их происхождения доминировала в науке почти полторы сотни лет. Этой версии придерживался Н. Л. Эрнст в 1935 году, Н. И. Репников в «Материалах к археологической карте юго-западного нагорья Крыма» 1941 года, Веймарн, после раскопок 1947 года, Павел Николаевич Шульц, Александр Михайлович Лесков в книге «Горный Крым в I тысячелетии до нашей эры» 1965 года.